# Leandro Barbosa
Leandro Mateus Barbosa (ur. 28 listopada 1982 w São Paulo) – brazylijski koszykarz, występujący na pozycji na pozycji rzucającego obrońcy, mistrz NBA z 2015, najlepszy rezerwowy NBA z 2007, po zakończeniu kariery zawodniczek trener koszykarski, obecnie asystent trenera Sacramento Kings.
W sezonie 2007/2008 zajął drugie miejsce w głosowaniu na najlepszego „szóstego” zawodnika ligi NBA.
17 października 2012 podpisał roczny kontrakt z Boston Celtics. Pół roku później Celtics wymienili go do Washington Wizards. 28 stycznia 2014, po zakończeniu dwóch 10-dniowych kontraktów, Suns podpisali z Barbosą kontrakt do końca sezonu 2013/14. 10 września 2014 podpisał kontrakt z Golden State Warriors.
3 lipca 2017 został zwolniony przez Phoenix Suns.
W latach 2008–2013 był żonaty z brazylijską aktorką Samarą Felippo.
W lipcu 2022 został asystentem trenera Sacramento Kings.

## Osiągnięcia
Na podstawie, o ile nie zaznaczono inaczej.
NBA
- Mistrz NBA (2015)[14]
- Wicemistrz NBA (2016)[15]
- Najlepszy rezerwowy sezonu (2007)[16]
- Zaliczony do II składu letniej ligi NBA (2005)

Brazylia
- Mistrz:
  - Ligi Koszykówki Ameryki Południowej (2018)
  - Brazylii (2002)
  - stanu São Paulo (2018)
- Finalista Pucharu Super 8 (2018)
- Debiutant roku ligi brazylijskiej (2001)

Reprezentacja
- 2-krotny mistrz:
  - Ameryki (2005, 2009)
  - Kontynentalnego Pucharu Marchanda (2007, 2009)
- MVP mistrzostw Ameryki (FIBA Americas 2007)[17]
- Zaliczony do I składu mistrzostw Ameryki (2005, 2009)[18]
- Uczestnik:
  - mistrzostw:
    - świata (2002 – 8. miejsce, 2006 – 17. miejsce, 2010 – 9. miejsce, 2014 – 6. miejsce)
    - Ameryki (2005, 2007 – 4. miejsce, 2009)

  - igrzysk olimpijskich (2012 – 5. miejsce)
  - panamerykańskich kwalifikacji olimpijskich (2003)
- Lider mistrzostw Ameryki w:
  - punktach (2007)
  - przechwytach (2005)
  - skuteczności rzutów z gry (2009 – 55,8%)[19]